# Episodi di Graf Yoster gibt sich die Ehre (terza stagione)
La terza stagione della serie televisiva Graf Yoster gibt sich die Ehre è stata trasmessa in anteprima in Germania dalla ARD tra l'8 agosto 1969 e l'11 maggio 1970.
| nº | Titolo originale                          | Titolo italiano | Prima TV Germania | Prima TV Italia |
| -- | ----------------------------------------- | --------------- | ----------------- | --------------- |
| 1  | Ein brillanter Plan                       | inedito         | 8 agosto 1969     | inedito         |
| 2  | Strahlendes Wasser                        | inedito         | 15 agosto 1969    | inedito         |
| 3  | Das Floss an der Wand                     | inedito         | 22 agosto 1969    | inedito         |
| 4  | Motive                                    | inedito         | 29 agosto 1969    | inedito         |
| 5  | Fast ein Kollege                          | inedito         | 16 marzo 1970     | inedito         |
| 6  | Computer Ballade                          | inedito         | 23 marzo 1970     | inedito         |
| 7  | Die Erbschaft                             | inedito         | 6 aprile 1970     | inedito         |
| 8  | Die Ritter vom Schlüssel                  | inedito         | 13 aprile 1970    | inedito         |
| 9  | Castor und Pollux                         | inedito         | 20 aprile 1970    | inedito         |
| 10 | Hoheit sind zu giftig                     | inedito         | 27 aprile 1970    | inedito         |
| 11 | In London weiss der Nebel mehr als wir... | inedito         | 4 maggio 1970     | inedito         |
| 12 | Nautische Künste                          | inedito         | 11 maggio 1970    | inedito         |